# Kosjerić (općina)
Općina Kosjerić (srpski: Општина Косјерић) je općina u Zlatiborski okrugu u zapadnoj Srbiji. Središte općine je naselje Kosjerić.

## Stanovništvo
Prema popisu stanovništva iz 2002. godine općina je imala 14.001 stanovnika.

## Naselja u općini
Bjeloperica • Brajkovići • Varda • Galovići • Godečevo • Godljevo • Gornja Pološnica • Donja Pološnica • Drenovci • Dubnica • Kosjerić (varoš) • Kosjerić (selo) • Makovište • Mionica • Mrčići • Mušići • Paramun • Radanovci • Rosići • Ruda Bukva • Seča Reka • Skakavci • Stojići • Subjel • Tubići • Cikote • Ševrljuge

## Vanjske poveznice
- Službena stranica općine  Arhivirana inačica izvorne stranice od 30. siječnja 2011. (Wayback Machine)